# Mercedes Gamero
Mercedes Gamero   (Viladecans, 1976) és una productora espanyola, coneguda especialment per la seva participació en Planet 51 (2009), Coneixeràs a l'home dels teus somnis (2010), Intruders (2011), i Mindscape (2013).
Mercedes Gamero és, a més, un dels fundadors de la companyia productora de cinema espanyol Atresmedia Cine.Això li ha portat a produir la majoria de pel·lícules d'aquesta companyia, ja si les pel·lícules fossin propietat de Atresmedia o que aquesta participés en col·laboració amb altres companyies. És filla del mort actor espanyol Antonio Gamero.

## Filmografia

### Productora
- Al final del camino (2009)
- Fugida de cervells (2009)
- Pagafantas (2009)
- Pájaros de papel (2010)
- Que se mueran los feos (2010)
- Lope (2010)
- No controles (2010)
- Tres metres sobre el cel (2010)
- Torrente 4: Lethal crisis (2011)
- No lo llames amor... llámalo X (2011)
- Lo contrario al amor (2011)
- Intruders (2011)
- Fuga de cerebros 2 (2011)
- XP3D (2011)
- Tengo ganas de ti (2012)
- Fin (2012)
- El cos (2012)
- Els últims dies (2013)
- Combustión (2013)
- Futbolín (2013)
- Tres 60 (2013)
- 3 bodas de más (2013)
- Zipi y Zape y el club de la canica (2013)
- La gran familia española (2013)
- Kamikaze (2014)

### Productora associada
- Sin noticias de Dios (2001)
- La caja 507 (2002)
- Al sur de Granada (2002)
- Coneixeràs a l'home dels teus somnis (2010)
- Extraterrestre (2011)

### Productora executiva
- Planet 51 (2009)
- No controles (2010)
- Grand Piano (2013)

### Sèries de televisió
- Pàgina de successos (1985) …. actriu (interpreta a Olivia)
- Adolfo Suárez (2010) …. productora
- La última guardia (2010) .... productora
- La piel azul (2010) …. productora
- El Gordo: una historia verdadera (2010) …. productora executiva
- No soy como tú (2010) …. productora
- Raphael: una historia de superación personal (2010) …. productora
- La princesa de Éboli (2010) …. productora
- Sofía (2011) …. productora
- Rescatando a Sara (2012) …. productora
- Tormenta (2013) …. productora
- El corazón del océano (2011-2014) …. productora